# Gora Nazarova
Gora Nazarova är ett berg i Antarktis. Det ligger i Östantarktis. Nya Zeeland gör anspråk på området. Toppen på Gora Nazarova är 796 meter över havet.
Terrängen runt Gora Nazarova är lite bergig.  Trakten är obefolkad. Det finns inga samhällen i närheten.